# خلیج تایلند

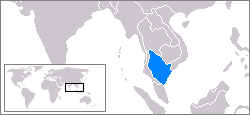
موقعیت خلیج تایلند

خلیج تایلند (به تایلندی: อ่าวไทย) یا خلیج سیام شاخهٔ کم‌عمقی از دریای جنوبی چین در اقیانوس آرام است که در بین تایلند (از جنوب‌غربی تا شمال)، کامبوج و ویتنام جنوبی (در شمال‌شرقی) واقع گردیده و شبه‌جزیره مالایا را این مناطق جدا می‌سازد.
خلیج تایلند بین ۵۰۰ تا ۵۶۰ کیلومتر عرض و بین ۷۲۰ تا ۸۰۰ کیلومتر درازا دارد. رود چائو پرایا که بانگکوک، مهم‌ترین بندر خلیج تایلند در دهانهٔ آن واقع شده است به این شاخاب می‌ریزد. از دیگر بنادر مهمی که در حاشیهٔ خلیج تایلند قرار دارند می‌توان به بندرهای پاتانی، سینگورا، پاک پهانانگ و چانتابوری در تایلند، رئام، کامپوت و کپ در کامبوج و راچ گیا در ویتنام اشاره نمود. همچنین آب‌های کم‌عمق حاشیهٔ سواحل خلیج تایلند از لحاظ اقتصادی مناطق مناسبی برای ماهیگیری به‌شمار می‌روند.

## تاریخچه و نام‌ها
خلیج تایلند، که امروزه با نام Ao Thai در تایلندی شناخته می‌شود و توسط سازمان آب‌نگاری بین‌المللی نیز به همین نام به رسمیت شناخته شده است، در گذشته با نام خلیج سیام شهرت داشت. این نام در زبان مالایی به صورت "Teluk Siam" و در خمر به صورت "Chhoung Samut Siem" به کار می‌رود. ویتنامی‌ها نیز آن را "Vịnh Thái Lan" می‌نامند.

### ریشه‌یابی نام‌ها
نام تاریخی «خلیج سیام» از پادشاهی سیام، نام پیشین تایلند امروزی، گرفته شده است. این نام تا اواسط قرن بیستم در نقشه‌نگاری و منابع جغرافیایی غربی رایج بود که منعکس‌کننده رویه دوران استعمار برای نام‌گذاری مناطق بر اساس نهادهای سیاسی محلی رایج در آن زمان بود. خود واژه «سیام» یک نام خارجی است که گمان می‌رود ریشه‌ای سانسکریت (Syama به معنای «تیره» یا «قهوه‌ای» در اشاره به رنگ پوست ساکنان منطقه) داشته باشد.

### تحولات نامگذاری
تا سال ۱۹۳۹، زمانی که این کشور رسماً نام خود را به تایلند تغییر داد، واژه «سیام» به صورت بین‌المللی مورد استفاده قرار می‌گرفت. پس از این تغییر نام، «خلیج تایلند» به تدریج به اصطلاح رایج‌تر، به ویژه در متون رسمی، تبدیل شد، اگرچه «خلیج سیام» هنوز هم گهگاهی استفاده می‌شود. این خلیج عموماً با «خلیج بزرگ» که برای نقشه‌نگاران یونانی، رومی، عرب، ایرانی و رنسانس شناخته شده بود، یکی پنداشته می‌شود، پیش از آنکه ورود کاشفان پرتغالی در قرن شانزدهم، شبه‌جزیره خیالی «دم اژدها» را از نقشه‌های جهانی اروپا حذف کند.

## جغرافی
خلیج تایلند توسط کشورهای کامبوج، تایلند، مالزی و ویتنام احاطه شده است. این خلیج مساحتی حدود ۳۰۴٬۰۰۰ کیلومتر مربع را در بر می‌گیرد و از عرض جغرافیایی ۶ درجه شمالی تا ۱۳ درجه و ۳۰ دقیقه شمالی و طول جغرافیایی ۹۹ درجه شرقی تا ۱۰۴ درجه شرقی امتداد دارد. شمالی‌ترین نقطه آن خلیج بانکوک در دهانه رود چائو فرایا است. مرز جنوبی خلیج با خطی از دماغه بای بونگ در جنوب ویتنام (کمی در جنوب دهانه رود مکونگ) تا شهرهای تومپات و پنگکالان چپا در ساحل مالزی مشخص می‌شود. سازمان آب‌نگاری بین‌المللی نیز حد جنوبی خلیج را «خطی که از منتهی‌الیه غربی کامبوج یا دماغه کامائو (۸°۳۶'N) تا منتهی‌الیه شمالی نقطه‌ای در سمت شرقی دهانه رود کلانتان (۶°۱۴′N ۱۰۲°۱۵′E) امتداد دارد» تعریف می‌کند.

### ویژگی‌های آبی و رودخانه‌ها
این خلیج نسبتاً کم‌عمق است: عمق متوسط آن ۵۸ متر و حداکثر عمق آن تنها ۸۵ متر است. این کم‌عمقی باعث کندی تبادل آب می‌شود و ورود شدید آب از رودخانه‌ها سطح شوری آب خلیج (۳٫۰۵ تا ۳٫۲۵ درصد) را کاهش داده و رسوبات را غنی می‌کند. تنها در اعماق بیشتر، آب با شوری بالاتر (۳٫۴ درصد) از دریای جنوبی چین وارد خلیج می‌شود و فرورفتگی مرکزی را در عمق بیش از ۵۰ متری پر می‌کند. رودخانه‌های اصلی که به خلیج می‌ریزند شامل چائو فرایا (به همراه شاخه‌های آن مانند تا چین)، مائه کلونگ و بنگ پاکونگ در خلیج بانکوک، و به میزان کمتر رود تاپی که به خلیج باندون در جنوب غربی خلیج می‌ریزد، هستند.

### مورفولوژی بستر دریا
مورفولوژی بستر دریا در فرورفتگی مرکزی خلیج با وجود تپه‌ها و پشته‌های کشیده موازی با محور حوضه مشخص می‌شود. این مورفولوژی که در آب‌های با عمق بیش از ۵۰ متر در سراسر خلیج گسترده است، مساحتی ده‌ها هزار کیلومتر مربع را پوشش می‌دهد. این ویژگی نشان‌دهنده تعامل بین آب‌زدایی رسوبات و فعالیت فرسایشی جریان‌های بستر در حال حاضر است. آب‌زدایی رسوبات و نشت سیالات منجر به تشکیل گودال‌ها و حفره‌های کوچک متعدد می‌شود. فرسایش طولانی‌مدت ناشی از جریان‌هایی با جهت‌گیری پایدار، حفره‌ها را به شیارها و فرورفتگی‌های بلند تغییر می‌دهد و در نهایت منجر به تشکیل میدان‌های وسیعی از تپه‌ها و پشته‌های کشیده، و همچنین بقایای باقی‌مانده از ورقه‌های گل و رس فرسایش‌نیافته می‌شود.